# Instituciones gramaticales
Las Institutiones grammaticale de Prisciano, en 18 libros escritos alrededor del año 500, son el mayor tratado de gramática latina conservado en manuscritos medievales, antes de ser impreso en Venecia en el año 1470, en la imprenta de los hermanos Juan y Vindelino de Espira, con el título de "Opera de Prisciano" ( edición princeps ).

## Estructura
Las Institutiones de Prisciano son el tratamiento más extenso y exhaustivo de la lengua latina transmitido por los antiguos. En los primeros XVI libros se desarrolla ampliamente la morfología, mientras que la sintaxis ocupa los dos últimos libros (XVII-XVIII).
La obra está precedida por una praefatio , con una dedicatoria a un tal Julián, probablemente un cónsul y patricio poco conocido, quien no es el autor de un conocido compendio de las Novellas de Justiniano, que vivió un poco después de Prisciano. . Después de eso, en los libros I-XVI, la obra se ocupa: 
* De generalia et varia, de litteris
* De syllabis (etiam metric ratione)
* De oratione eiusque partibus
* De nomen
* De verbo
* De participio
* De pronomine
* De praepositione
* De adverbio
* De interiectione
* De coniunctione .
Los dos últimos libros (de Constructione vel syntaxi ) abarcan entre un cuarto y un tercio de la obra total
La gramática de Prisciano se basa en la estructura de las obras anteriores de Herodiano y Apolonio Disculus, que aplica al latín, mientras que los ejemplos que incluye para ilustrar las reglas conservan numerosos fragmentos de autores latinos, entre ellos Ennius, Pacuvio, Accio, Lucilio, Catón y Varrón .

### Capítulos
- I - Voz y letra
- II - Sílaba
- III - Comparativos y superlativos
- IV - Palabras derivadas
- V - Géneros, números y figuras
- VI - Caso nominativo
- VII - Casos oblicuos
- VIII - Verbo
- IX - Conjugaciones
- X - Pasado perfecto
- XI - Participio
- XII - Pronombre
- XIII - Pronombre
- XIV - Preposición
- XV - Adverbio e interjección
- XVI - Conjunción
- XVII - Partes del discurso
- XVIII - Partes del discurso